# Shadi Torbey
Shadi Torbey, né en 1976 à Siegburg en Allemagne, est une basse belge d’origine libanaise et auteur de jeux de société.

## Biographie
Shadi Torbey a étudié à l'Athénée royal d'Uccle 1 en secondaire. Il y a notamment eu cours de français avec Paul Pettiaux.
Licencié en littératures romanes et gestion culturelle, Shadi Torbey a obtenu ses diplômes supérieurs de chant (concert et opéra) au Conservatoire royal de Bruxelles dans la classe de Ludovic de San. Il s’est également perfectionné à l’Opéra-Studio de La Monnaie et auprès de José van Dam à la Chapelle musicale Reine Élisabeth.
Lauréat en 1999 du Prix de la vocation au Concours international de chant de Verviers, il remporte une Voix d’or (catégorie mélodie) au 39e Tournoi de 2001 en France. En 2004, il obtient le troisième prix au Concours international Reine Élisabeth.
Il a donné des récitals sur de nombreuses scènes notamment en Belgique et en France. À l'opéra, il a tenu entre autres les rôles de Sparafucile (Rigoletto), Collatinus (The Rape of Lucretia), Masetto et Leporello (Don Giovanni), Abner (Athalia), Caronte (L'Orfeo), Eremit (Der Freischütz), Colline (La Bohème) et Lord Sidney puis Don Prudenzio (Il viaggio a Reims).
Il a travaillé sous la direction de chefs d’orchestre et de metteurs en scène de renommée internationale, parmi lesquels William Christie, Patrick Davin, Eduardo López Banzo, Paul McCreesh, Philip Pickett ou Marcello Viotti… et Stéphane Braunschweig, Robert Carsen, Gérard Corbiau, Antonio Latella.

## Télévision et radiodiffusion
De nombreux concerts et récitals de Shadi Torbey ont été captés par des radios nationales, ainsi le Winterreise qu'il donne avec Abdel Rahman El Bacha est diffusé sur Musiq'3 , The Rake's Progress de La Monnaie passe sur ARTE avant d'être publié en DVD chez Opus Arte, son concert avec Paule van den Driessche passe en direct sur la RTBF et son récital avec Philippe Riga au Festival de Radio France de Montpellier passe en direct sur France Musique.

## Jeux de société
Il est l'auteur de plusieurs jeux de société coopératifs pour un ou deux joueurs : Onirim, chez Z-Man Games en 2010 ainsi qu'Urbion (anciennement Equilibrion) en 2012. En 2014, Onirim est ré-édité chez Filosofia incluant sept extensions, suivi de Sylvion mi-2015, de Castellion en novembre 2015 et de Nautilion fin 2016. Ces jeux font partie de l'Onivers.
Depuis 2022 il a créé sa propre maison d'édition nommée Inpatience pour continuer l'aventure de l'Onivers. Propose de nouveaux avec une ligne éditoriale pour joueur soliste et co-op comme Skoventyr. La distribution actuellement est gérée par Iello.